# Толмачова (Махньовський міський округ)
Толмачо́ва (рос. Толмачёва) — присілок у складі Махньовського міського округу Свердловської області.
Населення — 8 осіб (2010, 25 у 2002).
Національний склад населення станом на 2002 рік: росіяни — 92 %.